# ناحیه نیومن، شهرستان داگلاس، ایلینوی
ناحیه نیومن (به انگلیسی: Newman Township) یک منطقهٔ مسکونی در ایالات متحده آمریکا است که در شهرستان داگلاس واقع شده‌است. ناحیه نیومن ۱۹۶ متر بالاتر از سطح دریا واقع شده‌است.